# Lea Marston
Pour les articles homonymes, voir Lea et Marston.
Lea Marston est un village et une paroisse civile du Warwickshire, en Angleterre.

## Toponymie
Les deux éléments du toponyme Lea Marston sont d'origine vieil-anglaise. Lea provient du substantif lēah « clairière dans les bois », tandis que Marston désigne une ferme (tūn) située près d'un marais (mersc),.

## Géographie
Lea Marston est un village du Warwickshire, un comté des Midlands de l'Ouest. Il se situe dans le nord de ce comté, à 5 km au nord de Coleshill et à 12 km au sud de Tamworth. Le centre-ville de Birmingham se trouve à une quinzaine de kilomètres au sud-ouest. La Tame, un affluent de la Trent, coule au sud et à l'est du village.
Au Moyen Âge, Lea Marston relève du hundred de Hemlingford (en). Après l'abandon du système des hundreds, il est rattaché au district rural de Meriden (en) de 1894 à 1974, puis au district non métropolitain du North Warwickshire depuis 1974.
Pour les élections à la Chambre des communes, Lea Marston appartient à la circonscription de North Warwickshire.

## Histoire
Le Domesday Book indique que le seigneur anglo-normand Robert Despenser (en), frère du shérif Ours d'Abbetot, détient un domaine de 9 hides à Merston et un autre domaine de 1 hide à Leth en 1086,. Ces deux manoirs passent ensuite aux barons Marmion (en), seigneurs du château de Tamworth, qui accordent la tenure du manoir de Lea aux de la Launde jusqu'à l'extinction de la lignée masculine de cette famille.
Lea et Marston apparaissent encore comme deux manoirs séparés au début du XVe siècle, mais ils n'en forment plus qu'un seul au début du XVIe siècle. La famille Adderley en fait l'acquisition en 1637 et il se transmet dès lors dans cette famille, dont les chefs portent le titre de baron Norton (en) depuis l'anoblissement de Charles Adderley en 1878.

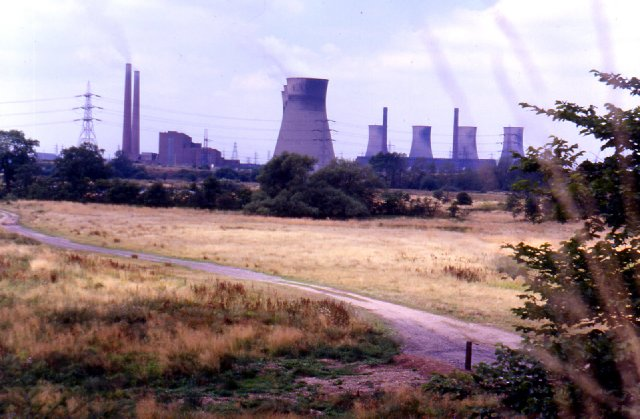
Les en 1984.

Le domaine de Hams Hall (en), résidence de la famille Adderley, est vendu après la mort de Charles Adderley en 1905. La municipalité de Birmingham achète une partie des terrains pour y construire une série de centrales thermiques. En fin de compte, trois centrales électriques (en) y sont construites et fonctionnent durant la majeure partie du XXe siècle : Hams Hall A (1928-1975), Hams Hall B (1942-1981) et Hams Hall C (1956-1992). Après leur fermeture, le site est reconverti en parc industriel.

## Démographie
Au recensement de 2011, la paroisse civile de Lea Marston, qui inclut les hameaux de Bodymoor Heath (en) et Marston, comptait 378 habitants.
| Année | Population |
| ----- | ---------- |
| 1801  | 140        |
| 1811  | 165        |
| 1821  | 150        |
| 1831  | 150        |
| 1841  | 151        |
| 1851  | 143        |
| 1881  | 119        |
| 1891  | 105        |
| 1901  | 123        |
| 1911  | 108        |
| 1921  | 87         |
| 1931  | 86         |
| 1951  | 72         |
| 1961  | 68         |

## Culture locale et patrimoine

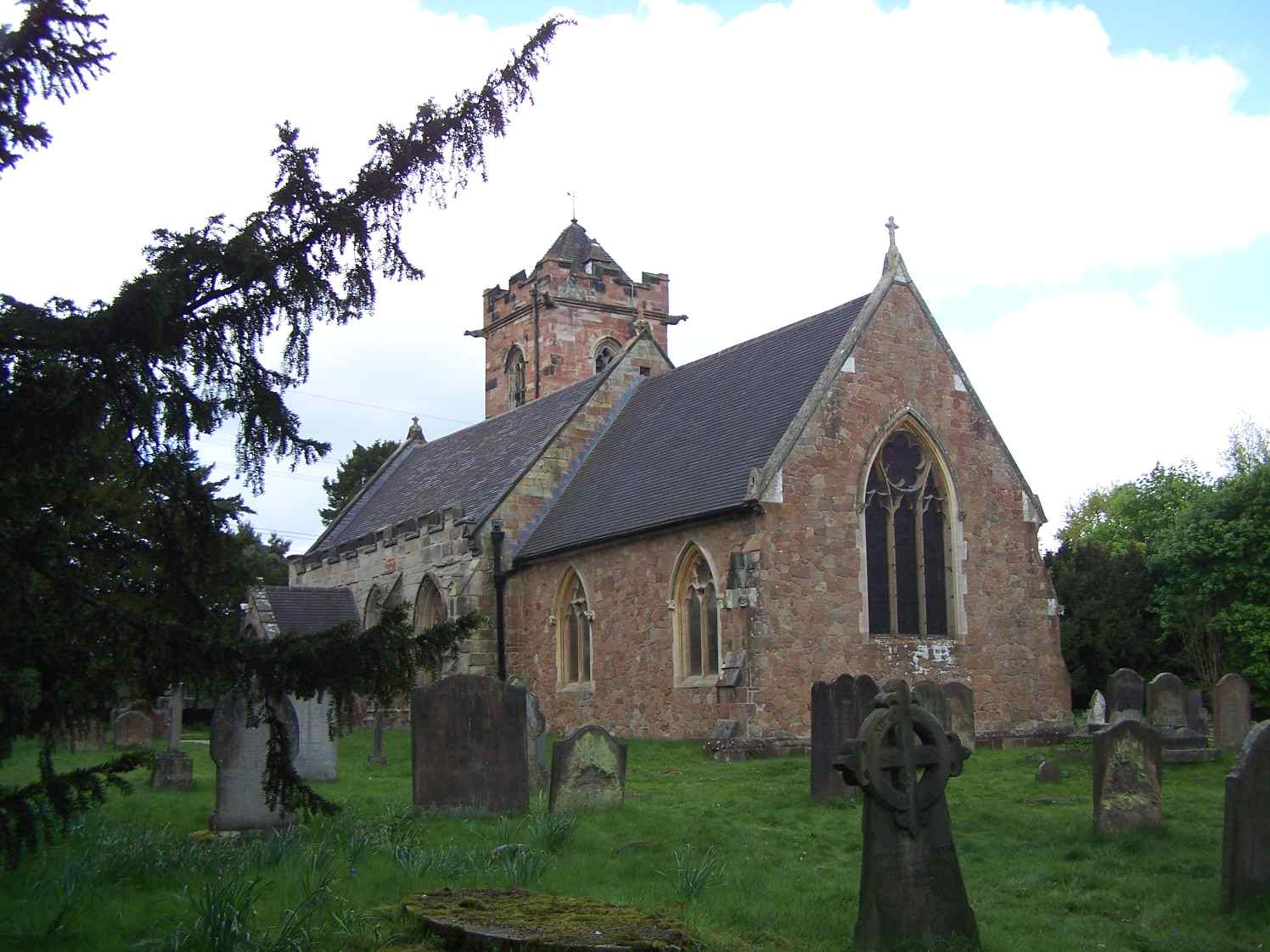
L'église Saint-Jean-Baptiste de Lea Marston.

L'église paroissiale de Lea Marston est dédiée à Jean le Baptiste. Sa nef remonte au début du XIVe siècle, mais elle a été allongée et prolongée par un porche au XVe siècle. Elle est restaurée et partiellement reconstruite entre 1876 et 1877. C'est un monument classé de grade II depuis 1961.